# Кравань
Кравань, чи Кардамонові гори — гірський масив на заході Камбоджі і південному сході Таїланду, що простягнувся з північного заходу на південний схід приблизно на 350 км уздовж узбережжя Сіамської затоки. На південному сході примикає інший гірський масив Дамрей. На схід знаходиться Камбоджійська рівнина.
Вища точка — гора Ораль (1813 м), яка є і найвищою точкою Камбоджі.
На західних схилах випадає 3800—5000 мм атмосферних опадів на рік, на східних — 1000—1500 мм.
Гори Кравань складені кристалічними породами і пісковиками, погано вивчені, покриті в основному труднопрохідними тропічними дощовими лісами. Є родовища коштовних каменів. Фауна представлена багатьма рідкісними видами — мешкають азійський слон, індокитайський тигр, малайський ведмідь, гібони, тропічні птахи. У водах поширені крокодили і батагури.
Через важкодоступність, довгий час у горах розташовувалися бази червоних кхмерів.
На схилах гір вирощуються кардамон і перець чорний.